# 오락실 (음악 그룹)
오락실(5Rock室)은 1998년 황혜영이 리더로서 주도한 대한민국의 프로젝트 록 음악 보컬 듀오이다.

## 활동
1998년 8월에 1집 음반을 발표하여 프로젝트 활동 후 이듬해 1999년 2월 해체하였다.
활동 시기의 작품으로는 <후(後)>, <일탈>, <Top of the world>라는 작품들이 있다.

## 구성원
- 황혜영(여성) - 리더, 보컬.
- 정환(남성) - 보컬.

## 같이 보기
- 갱